# 11873 Kokuseibi
11873 Kokuseibi è un asteroide della fascia principale. Scoperto nel 1989, presenta un'orbita caratterizzata da un semiasse maggiore pari a 2,2552183 UA e da un'eccentricità di 0,1349513, inclinata di 7,39841° rispetto all'eclittica.